# 가면라이더 히비키
가면라이더 히비키(일본어: 仮面ライダー響鬼（ヒビキ） 가멘라이다 히비키[*])는 일본 TV 아사히에서 2005년 1월 30일부터 2006년 1월 22일까지 방영한 도에이 특수촬영 드라마 가면라이더 시리즈의 6번째 작품이다. 캐치프라이즈는 "우리들에게는 영웅이 있다"(일본어: ぼくたちには、ヒーローがいる 보쿠타치니와, 히로가 이루[*])이다.

## 배경
인간이 아닌 초인적인 능력을 가진 오니(鬼)는 마화망 (일본어: 魔化魍 마카모[*])이라 불리는 요괴 무리로부터 사람들을 지켜왔다. 그리고 오니를 서포트하는 사람들의 체계는 조직으로 발전하여, 다케시(일본어: 猛士)라고 불리게 되었다. 그리고 서기 2005년의 일본, 고교 수험을 눈 앞에 두고 있었던 아다치 아스무 (일본어: 安達明日夢)는 어머니를 따라 야쿠섬을 향하는 배 위에서 배에서 떨어진 남자 아이를 구하는 남자를 보았다. 그를 보고 놀란 아스무에게 남자는 "단련하고 있으니까"라고 말한 채 사라졌다. 섬을 산책하기 위해 밖으로 나온 아스무는, 원시림 안에서 괴물에게 습격을 당한다. 궁지에 몰린 아스무의 앞에 선상의 남자, 히비키가 보인다. 히비키가 음차(音叉)를 얼굴의 앞에 대자, 온 몸이 불꽃으로 둘러싸이며 오니의 모습으로 변신, 괴물을 쓰러뜨린다. 여기서부터 히비키의 스토리가 진행된다.

## 등장인물

### 타케시 관동 지부의 인물들
- 히비키(히다카 히토시) (배우: 호소카와 시게키)

- 아다치 아스무 (배우: 토치하라 라쿠토)

- 이부키(이즈미 이오리) (배우: 시부에 죠지)

- 토도로키(토다야마 토미조) (배우: 카와구치 신고)

- 잔키(자이츠하라 자오마루) (배우: 마츠다 켄지)

- 키리야 쿄스케 (배우: 나카무라 유이치)

- 아마미 아키라 (배우: 아키야마 에리)

- 슈키 (배우: 카타오카 레이코)

- 단키(단다 다이스케) (배우: 이토 마코토)

- 사바키(사에키 사카에) (배우: 시오노 카츠미)

- 에이키 (성우: 나카이 카즈야)

- 쇼우키

- 타키자와 미도리 (배우: 우메미야 마사코)

- 코구레 코노스케 (배우: 후세 아키라)

- 츠무라 츠토무

### 화과점 타치바나
- 타치바나 이치로 (배우: 시모조 아톰)

- 타치바나 카스미 (배우: 가모 마유)

- 타치바나 히나카 (배우: 칸베 미유키)

### 학교 관련 인물
- 모치다 히토미 (배우: 모리 에리카)

### 기타
- 아다치 이쿠코 (배우: 미즈키 카오루)

## 주제가
오프닝
광채(작곡: 사하시 토시히코)
시작하는 너에게(노래: 후세 아키라)
엔딩
소년이여(노래: 후세 아키라)